# Луїс-Лопес (Нью-Мексико)
Луїс-Лопес (англ. Luis Lopez) — переписна місцевість (CDP) в США, в окрузі Сокорро штату Нью-Мексико. Населення — 66 осіб (2020).

## Географія
Луїс-Лопес розташований за координатами 33°59′26″ пн. ш. 106°53′16″ зх. д. / 33.99056° пн. ш. 106.88778° зх. д. (33.990467, -106.887768).  За даними Бюро перепису населення США в 2010 році переписна місцевість мала площу 1,39 км², уся площа — суходіл.

## Демографія
Згідно з переписом 2010 року, у переписній місцевості мешкало 107 осіб у 44 домогосподарствах у складі 28 родин. Густота населення становила 77 осіб/км².  Було 51 помешкання (37/км²).
Расовий склад населення:
| - 91,6 % — білих - 8,4 % — осіб інших рас |

До двох чи більше рас належало 0,0 %. Частка іспаномовних становила 67,3 % від усіх жителів.
За віковим діапазоном населення розподілялося таким чином: 17,8 % — особи молодші 18 років, 66,3 % — особи у віці 18—64 років, 15,9 % — особи у віці 65 років та старші. Медіана віку мешканця становила 46,5 року. На 100 осіб жіночої статі у переписній місцевості припадало 98,1 чоловіків;  на 100 жінок у віці від 18 років та старших — 109,5 чоловіків також старших 18 років.
Цивільне працевлаштоване населення становило 8 осіб. Основні галузі зайнятості: освіта, охорона здоров'я та соціальна допомога — 100,0 %.